# Spółgłoska zwarto-szczelinowa zadziąsłowa dźwięczna
Spółgłoska zwarto-szczelinowa zadziąsłowa dźwięczna (bardziej precyzyjnie spółgłoska zwarto-szczelinowa sycząca zadziąsłowa dźwięczna) – rodzaj dźwięku spółgłoskowego występujący w językach naturalnych, oznaczany w międzynarodowej transkrypcji fonetycznej IPA symbolem [dʒ] lub z łącznikiem [d͡ʒ] (dawniej [ʤ]). W niektórych opracowaniach można spotkać się również z transkrypcją d̠ʒ

## Artykulacja

### Opis
W czasie artykulacji tej spółgłoski:
- modulowany jest strumień powietrza wydychany z płuc, czyli jest to spółgłoska płucna egresywna
- tylna część podniebienia miękkiego zamyka dostęp do jamy nosowej, jest to spółgłoska ustna
- prąd powietrza w jamie ustnej uchodzi wzdłuż środkowej linii języka – spółgłoska środkowa
- koniuszek języka i jego brzeżek kontaktują się z miejscem tuż za górnymi dziąsłami – jest to spółgłoska zadziąsłowa
- Dochodzi do całkowitego zablokowania przepływu powietrza przez jamę ustną i nosową, a następnie do przejścia bezpośrednio, bez plozji, do spółgłoski [ʒ]
- wiązadła głosowe periodycznie drgają, spółgłoska ta jest dźwięczna

### Warianty
- wzniesienie środkowej części grzbietu języka w stronę podniebienia twardego, mowa wtedy o spółgłosce zmiękczonej (spalatalizowanej): [dʒʲ]
- wzniesienie tylnej części grzbietu języka w kierunku podniebienia tylnego, mowa o spółgłosce welaryzowanej: [dʒˠ]
- napięcie mięśni gardła – mowa o spółgłosce faryngalizowanej [dʒˁ]
- zaokrąglenie warg, mowa wtedy o spółgłosce labializowanej [dʒʷ]

## Przykłady
- w języku polskim: liczba [ˈlidʒba]
- w języku albańskim: xham [dʒam] „szkło”
- w języku angielskim: joy [dʒɔɪ] „radość”
- w języku kirgiskim: жаман [dʒaman] „zły”
- w języku włoskim: gemma [ˈdʒɛmːa] „klejnot”